# Wapen van bisdom Haarlem-Amsterdam
Het wapen van het bisdom Haarlem-Amsterdam werd op 26 januari 2009 aan het bisdom Haarlem-Amsterdam toegekend.

## Geschiedenis
Het bisdom is in 1559 opgericht, om in 1592 officieel opgeheven te worden. Vanaf dat jaar werd het wel bestuurd door het Apostolisch Vicariaat van de Hollandse Zending. In 1853 werd het bisdom hersteld, tezamen met de bisschoppelijke hiërarchie in Nederland, en de bisschoppelijke zetel werd weer in Haarlem geplaatst. In 2008 werd het besluit genomen om de naam van het bisdom aan te passen. Op 1 januari 2009 werd deze wijziging doorgevoerd. Als redenen werden opgegeven dat in de naam van het bisdom vrijwel altijd de naam van de in dat bisdom gelegen hoofdstad gevoerd wordt. Echter zou de naam van Amsterdam ook toegevoegd zijn als hommage aan de multireligieuze stad.
Het wapen is, op de drie Andreaskruizen na gelijk aan het wapen van het bisdom van voor de naamswijziging. Hoewel de Hoge Raad van Adel tegen de verandering van het wapen zelf heeft geadviseerd, heeft het bisdom toch doorgezet met de wijziging. Volgens de Hoge Raad van Adel zou de aanpassing afbreuk doen aan de eenvoud van het christelijke symbool. Om Amsterdam in het wapen terug te laten komen adviseerde de Raad om de kruispaal (de twee verticale armen) van het kruis zwart te maken. Deze zou hiermee symbool staan voor Amsterdam, aangezien het wapen van Amsterdam bestaat uit een zwarte paal op een rood schild. De paal zou dan over de dan rode dwarsbalk van het voormalige kruis komen te staan, deze positie zou dan ook aangeven dat de naam Amsterdam aan de oude naam is toegevoegd. Het Centrum voor kerkelijke heraldiek in Nederland heeft nog voorgesteld om in het rechter bovenkwartier (voor de kijker links) een blauw kruis te plaatsen als symbool voor de Amstel, zowel de Hoge Raad van Adel als het bisdom  vonden deze verwijzing niet overtuigend genoeg.

## Blazoen
De beschrijving van het wapen luidt als volgt:
In zilver een kruis van keel, waarop 3 paalsgewijs geplaatste St. Andrieskruisjes van zilver. Het schild gedekt met een gouden, met edelstenen bezette mijter, waarvan ter weerszijde van het schild twee gouden, van keel gevoerde linten met gouden franje afhangen, de uiteinden beladen met een breedarmig kruisje van keel; achter het schild schuingekruist, een gouden kromstaf, de krul naar buiten gericht, en een gouden, met edelstenen bezet kruis met lelievormige uiteinden.
Het schild is wit van kleur met daarop een rood kruis, op het rode kruis drie zilveren Andreaskruisjes, zoals op het wapen van Amsterdam. Het schild wordt gedekt door een mijter bezet met edelstenen. Achter het schild komen de twee linten van de mijter vandaan en achter het schild kruizen een kromstaf en een kruis. De linten zijn oranjekleurig aan de achterzijde, aan de voorzijde zijn zij goudkleurig, met op de uiteinden zogenaamde breedarmige of Croix Pattée-kruisen. Het kruis en de kromstaf zijn net als de mijter op de edelstenen na geheel goudkleurig.

## Vergelijkbare wapens
De volgende wapens zijn vergelijkbaar met het wapen van het Bisdom Haarlem:

Het wapen van het aartsbisdom Utrecht
Het wapen van bisdom Haarlem
Het wapen van het bisdom Rotterdam
Het wapen van het bisdom Groningen
Het wapen van het bisdom Groningen-Leeuwarden
Het wapen van het bisdom Roermond